# 居尔措
居尔措（德語：Gülzow）是德国石勒苏益格－荷尔斯泰因州的一个市镇。总面积17.07平方公里，总人口1236人，其中男性639人，女性597人（2011年12月31日），人口密度72人/平方公里。